# Tomba di Washington

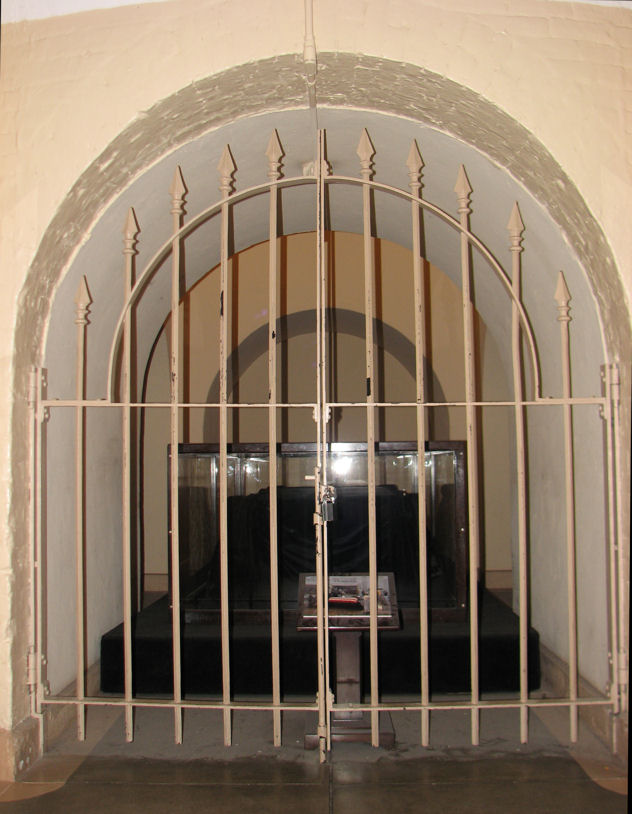
La tomba di Washington con il catafalco di Lincoln.

La tomba di Washington è una camera sepolcrale vuota, situata due piani direttamente sotto il Campidoglio degli Stati Uniti. È stato incluso nel progetto originale dell'edificio di William Thornton e destinato a tumolare il corpo di George Washington, il primo presidente degli Stati Uniti. Il progetto originale del Campidoglio prevedeva un pavimento di vetro che permetteva al pubblico di vedere la tomba di Washington due piani sottostanti, ma questo non fu mai realizzato.

## Storia
Quando Washington morì nel 1799, il Campidoglio era ancora in costruzione. Entrambe le Camere del Congresso approvarono una risoluzione che chiedeva che Washington fosse sepolto nel Campidoglio al suo completamento. Martha Washington accettò nonostante la presenza nel testamento del marito di una disposizione che prevedeva la sua sepoltura a Mount Vernon. Tuttavia, la risoluzione originale non fu mai eseguita a causa di dispute sulla struttura e sul costo specifico della tomba e il corpo fu posto in una tomba temporanea a Mount Vernon. Il Congresso tentò nuovamente di risolvere questi problemi nel 1800, 1816, 1824 e 1829, quando l'architetto del Campidoglio preparò i piani per la tomba in previsione dell'approssimarsi del centenario della nascita di Washington.
Il Congresso rinnovò la sua richiesta di trasferire il corpo in Campidoglio nel 1830, dopo un tentativo di rubare la testa di Washington in cui la tomba di Mount Vernon fu vandalizzata e molti dei cadaveri dei parenti di Washington dissacrati nel 1830, ma l'attuale proprietario della proprietà, John Washington, ha deciso di costruire una tomba nuova e più sicura sul sito.
Precedentemente, il catafalco di Lincoln fu immagazzinato ed esposto nella tomba. È conservato, al momento, in un'area espositiva appositamente costruita nella sala delle esposizioni del centro visitatori del Campidoglio.